# Monumento a Niccolò Tommaseo
Il Monumento a Niccolò Tommaseo (noto volgarmente anche come "el Cagalibri") è una statua eretta nel 1882 da Francesco Barzaghi in onore dello scrittore Niccolò Tommaseo, situata in Campo Santo Stefano a Venezia.
Fu posizionata volutamente nel campo considerato allora come il più importante della città e durante la sua costruzione fu posizionato un blocco a forma di libri per migliorarne la stabilità.